# Liste des objets artificiels sur la Lune
Cet article recense les objets artificiels abandonnés à la surface de la Lune à l'issue des missions sur le sol lunaire (programme Apollo, programme Luna, ...) ou qui se sont écrasés volontairement ou non à la fin de leur mission ou à la suite d'une erreur de conception (sonde spatiale, satellite artificiel, étage de fusée).

## Généralités
Cette liste n'inclut pas les petits objets tels que les outils dont se sont servis les astronautes des missions Apollo, ou les éventuelles pièces mécaniques perdues par les véhicules. Elle n'inclut pas non plus les objets personnels laissés par les astronautes (par exemple les balles de golf laissées par Alan Shepard lors de la mission Apollo 14), ou les objets commémoratifs (les messages de bonne volonté laissés par Apollo 11, la statuette Fallen Astronaut en hommage aux victimes de la conquête spatiale laissée par David Scott lors de la mission Apollo 15, etc.).
Les objets les plus lourds sont les troisièmes étages de plusieurs fusées Saturn V qui ont été volontairement lancés vers le sol lunaire. Les seuls objets encore utilisés sont les réflecteurs laser, grâce auxquels les scientifiques mesurent périodiquement la distance Terre-Lune au centimètre près (et mesurent également ainsi la courbure de l'espace) à partir du temps mis par le rayon laser pour effectuer le trajet aller-retour.
Les objets dont la longitude dépasse 90°E ou 90°O sont situés sur la face cachée de la Lune. Ce sont les sondes Ranger 4, Lunar Orbiter 1, Lunar Orbiter 2, Lunar Orbiter 3 et Chang'e 4.
Alors que l'homme a laissé près de 180 tonnes de matières d'origine terrestre sur la Lune, seuls 382 kg de matières lunaires ont été ramenés sur Terre par les six missions habitées du programme Apollo et 326 g par les  sondes Luna 16, 20 et 24.

## Liste
| Objet                                          | Image                         | Agence (pays)                        | Année                         | Masse (kg) | Coordonnées sélénographiques       |
| ---------------------------------------------- | ----------------------------- | ------------------------------------ | ----------------------------- | ---------- | ---------------------------------- |
| Luna 1                                         |                               | Union soviétique                     | 1959                          | 361        |                                    |
| Luna 2                                         |                               | Union soviétique                     | 1959                          | 390,2      | 29° 06′ N, 0° 00′ E                |
| Luna 3                                         |                               | Union soviétique                     | 1959                          | 278,5      |                                    |
| Ranger 4                                       |                               | NASA ( États-Unis)                   | 1962                          | 331        | 12° 54′ S, 129° 06′ O              |
| Luna 4                                         |                               | Union soviétique                     | 1963                          | 278,5      |                                    |
| Ranger 6                                       |                               | NASA ( États-Unis)                   | 1964                          | 381        | 9° 24′ N, 21° 30′ E                |
| Ranger 7                                       |                               | États-Unis                           | 1964                          | 365,7      | 10° 36′ S, 20° 37′ O               |
| Luna 5                                         |                               | Union soviétique                     | 1965                          | 1 474      | 1° 36′ S, 25° 00′ O                |
| Luna 7                                         |                               | Union soviétique                     | 1965                          | 1 504      | 9° 48′ N, 47° 48′ O                |
| Luna 8                                         |                               | Union soviétique                     | 1965                          | 1 550      | 9° 36′ N, 62° 00′ O                |
| Ranger 8                                       |                               | États-Unis                           | 1965                          | 367        | 2° 38′ N, 24° 46′ E                |
| Ranger 9                                       |                               | États-Unis                           | 1965                          | 367        | 12° 47′ S, 2° 22′ O                |
| Luna 9                                         |                               | Union soviétique                     | 1966                          | 1 580      | 7° 08′ N, 64° 22′ O                |
| Luna 10                                        |                               | Union soviétique                     | 1966                          | 1 600      | ?                                  |
| Luna 11                                        |                               | Union soviétique                     | 1966                          | 1 640      | ?                                  |
| Luna 12                                        |                               | Union soviétique                     | 1966                          | 1 670      | ?                                  |
| Luna 13                                        |                               | Union soviétique                     | 1966                          | 1 700      | 18° 52′ N, 63° 03′ O               |
| Surveyor 1                                     |                               | États-Unis                           | 1966                          | 270        | 2° 27′ S, 43° 13′ O                |
| Lunar Orbiter 1                                |                               | États-Unis                           | 1966                          | 386        | 6° 21′ N, 160° 43′ E               |
| Surveyor 2                                     |                               | États-Unis                           | 1966                          | 292        | 4° 00′ S, 11° 00′ O                |
| Lunar Orbiter 2                                |                               | États-Unis                           | 1966                          | 385        | 2° 54′ N, 119° 06′ E               |
| Lunar Orbiter 3                                |                               | États-Unis                           | 1966                          | 386        | 14° 36′ N, 97° 42′ O               |
| Surveyor 3                                     |                               | États-Unis                           | 1967                          | 281        | 2° 59′ S, 23° 20′ O                |
| Lunar Orbiter 4                                |                               | États-Unis                           | 1967                          | 386        | ?                                  |
| Surveyor 4                                     |                               | États-Unis                           | 1967                          | 283        | 0° 27′ N, 1° 23′ O                 |
| Explorer 35 (IMP-E)                            |                               | États-Unis                           | 1967                          | 104,3      | ?                                  |
| Lunar Orbiter 5                                |                               | États-Unis                           | 1967                          | 386        | 2° 48′ S, 83° 06′ O                |
| Surveyor 5                                     |                               | États-Unis                           | 1967                          | 281        | 1° 25′ N, 23° 12′ E                |
| Surveyor 6                                     |                               | États-Unis                           | 1967                          | 282        | 0° 32′ N, 1° 24′ O                 |
| Surveyor 7                                     |                               | États-Unis                           | 1967                          | 290        | 40° 52′ S, 11° 28′ O               |
| Luna 14                                        |                               | Union soviétique                     | 1968                          | 1 670      | ?                                  |
| Apollo 10, étage de descente du module lunaire |                               | États-Unis                           | 1969                          | 2 211      | ?                                  |
| Luna 15                                        |                               | Union soviétique                     | 1969                          | 2 718      | ?                                  |
| Apollo 11, étage de remontée du module lunaire |                               | États-Unis                           | 1969                          | 2 184      | ?                                  |
| Apollo 11, étage de descente du module lunaire |                               | États-Unis                           | 1969                          | 2 034      | 0° 40′ 26,69″ N, 23° 28′ 22,69″ E  |
| Apollo 12, étage de remontée du module lunaire |                               | États-Unis                           | 1969                          | 2 164      | 3° 56′ S, 21° 12′ O                |
| Apollo 12, étage de descente du module lunaire |                               | États-Unis                           | 1969                          | 2 211      | 2° 59′ S, 23° 20′ O                |
| Luna 16, étage de descente du module lunaire   |                               | Union soviétique                     | 1970                          | 5 727      | 0° 41′ S, 56° 18′ E                |
| Luna 17 & Lunokhod 1                           |                               | Union soviétique                     | 1970                          | 5 600      | 38° 17′ N, 35° 00′ O               |
| Apollo 13, S-IVB (S-IVB-508)                   |                               | États-Unis                           | 1970                          | 13 454     | 2° 45′ S, 27° 52′ O                |
| Luna 18                                        |                               | Union soviétique                     | 1971                          | 5 600      | 3° 34′ N, 56° 30′ E                |
| Luna 19                                        |                               | Union soviétique                     | 1971                          | 5 600      | ?                                  |
| Apollo 14, S-IVB (S-IVB-509)                   |                               | États-Unis                           | 1971                          | 14 016     | 8° 05′ S, 26° 01′ O                |
| Apollo 14, étage de remontée du module lunaire |                               | États-Unis                           | 1971                          | 2 132      | 3° 25′ S, 29° 40′ O                |
| Apollo 14, étage de descente du module lunaire |                               | États-Unis                           | 1971                          | 2 144      | 3° 38′ 43,08″ S, 17° 28′ 16,9″ O   |
| Apollo 15, S-IVB (S-IVB-510)                   |                               | États-Unis                           | 1971                          | 14 036     | 1° 31′ S, 17° 29′ O                |
| Apollo 15, étage de remontée du module lunaire |                               | États-Unis                           | 1971                          | 2 132      | 26° 22′ N, 0° 15′ E                |
| Apollo 15, étage de descente du module lunaire |                               | États-Unis                           | 1971                          | 2 809      | 26° 07′ 55,99″ N, 3° 38′ 01,9″ E   |
| Apollo 15, jeep lunaire                        |                               | États-Unis                           | 1971                          | 462        | 26° 05′ N, 3° 40′ E                |
| Apollo 15, microsatellite                      |                               | États-Unis                           | 1971                          | 36         | ?                                  |
| Luna 20, étage de descente                     |                               | Union soviétique                     | 1972                          | 5 727      | 3° 32′ N, 56° 33′ E                |
| Apollo 16, S-IVB (S-IVB-511)                   |                               | États-Unis                           | 1972                          | 14 002     | 1° 18′ N, 23° 54′ O                |
| Apollo 16, étage de remontée du module lunaire |                               | États-Unis                           | 1972                          | 2 138      | ?                                  |
| Apollo 16, étage de descente du module lunaire |                               | États-Unis                           | 1972                          | 2 765      | 8° 58′ 22,84″ S, 15° 30′ 00,68″ E  |
| Apollo 16, microsatellite                      |                               | États-Unis                           | 1972                          | 36         | ?                                  |
| Apollo 16, jeep lunaire                        |                               | États-Unis                           | 1972                          | 462        | 8° 58′ S, 15° 31′ O                |
| Apollo 17, S-IVB (S-IVB-512)                   |                               | États-Unis                           | 1972                          | 13 960     | 4° 13′ S, 22° 19′ O                |
| Apollo 17, étage de remontée du module lunaire |                               | États-Unis                           | 1972                          | 2 150      | 19° 58′ N, 30° 30′ E               |
| Apollo 17, étage de descente du module lunaire |                               | États-Unis                           | 1972                          | 2 798      | 20° 11′ 26,88″ N, 30° 46′ 18,05″ E |
| Apollo 17, jeep lunaire                        |                               | États-Unis                           | 1972                          | 462        | 20° 10′ N, 30° 46′ O               |
| Luna 21 & Lunokhod 2                           |                               | Union soviétique                     | 1973                          | 4 850      | 25° 51′ N, 30° 27′ E               |
| Explorer 49 (RAE-B)                            |                               | États-Unis                           | 1973                          | 328        | ?                                  |
| Luna 22                                        |                               | Union soviétique                     | 1974                          | 4 000      | ?                                  |
| Luna 23                                        |                               | Union soviétique                     | 1974                          | 5 600      | ~12° N, 62° E                      |
| Luna 24, étage de descente                     |                               | Union soviétique                     | 1976                          | 5 800      | 12° 45′ N, 62° 12′ E               |
| Hiten Orbiter (Hagoromo)                       |                               | Japon                                | 1990                          | 12         | ?                                  |
| Hiten                                          |                               | Japon                                | 1993                          | 143        | 34° 18′ S, 55° 36′ E               |
| Lunar Prospector                               |                               | États-Unis                           | 1998                          | 126        | 87° 42′ S, 42° 06′ E               |
| SMART-1                                        |                               | Agence spatiale européenne ( Europe) | 2006                          | 307        | 34° 14′ S, 46° 07′ O               |
| Moon Impact Probe                              |                               | Inde                                 | 2008                          | 35         | 89° 54′ S, 0° 00′ E                |
| SELENE Rstar (Okina)                           |                               | Japon                                | 2009                          | 53         | 28° 12′ N, 159° 00′ O              |
| Chang'e 1                                      |                               | Chine                                | 2009                          | 2 000      | 1° 30′ S, 52° 22′ E                |
| SELENE (Kaguya)                                |                               | Japon                                | 2009                          | 1 984      | 65° 30′ S, 80° 24′ E               |
| LCROSS, étage de la fusée Centaur              |                               | États-Unis                           | 2009                          | 2 270      | 84° 40′ 30″ S, 48° 43′ 30″ O       |
| LCROSS, sonde (4 min plus tard)                |                               | États-Unis                           | 2009                          | 700        | 84° 43′ 44″ S, 49° 21′ 36″ O       |
| GRAIL A et B                                   |                               | États-Unis                           | 2012                          | 2x 132,6   |                                    |
| Chang'e 3                                      |                               | Chine                                | 2013                          | 1200       | 44° 07′ N, 19° 31′ O               |
| LADEE                                          |                               | États-Unis                           | 2014                          | 248,2      |                                    |
| Chang'e 4, avec Yutu 2                         |                               | Chine                                | 2019                          | 1340       |                                    |
| Beresheet                                      |                               | SpaceIL                              | 2019                          | 150        | 32° 35′ 44″ N, 19° 20′ 59″ E       |
| Vikram (Atterrisseur) Pragyan (Rover)          |                               | ISRO                                 | 2019                          | 653        | 70° 52′ 52″ S, 22° 47′ 02″ E       |
| Chang'e 5                                      |                               | Chine                                | 2020                          |            |                                    |
| Hakuto-R (Atterrisseur)                        |                               | Japon                                | 2023                          | 340        | 47° 34′ 52″ N, 44° 05′ 38″ E       |
| Mission lunaire des Émirats (Rover)            |                               | Agence spatiale émiratie             | 2023                          | 10         | 47° 34′ 52″ N, 44° 05′ 38″ E       |
| Luna 25                                        |                               | Russie                               | 2023                          |            |                                    |
| Total estimé (hors carburant)                  | Total estimé (hors carburant) | Total estimé (hors carburant)        | Total estimé (hors carburant) | 179 996    |                                    |

## Galerie

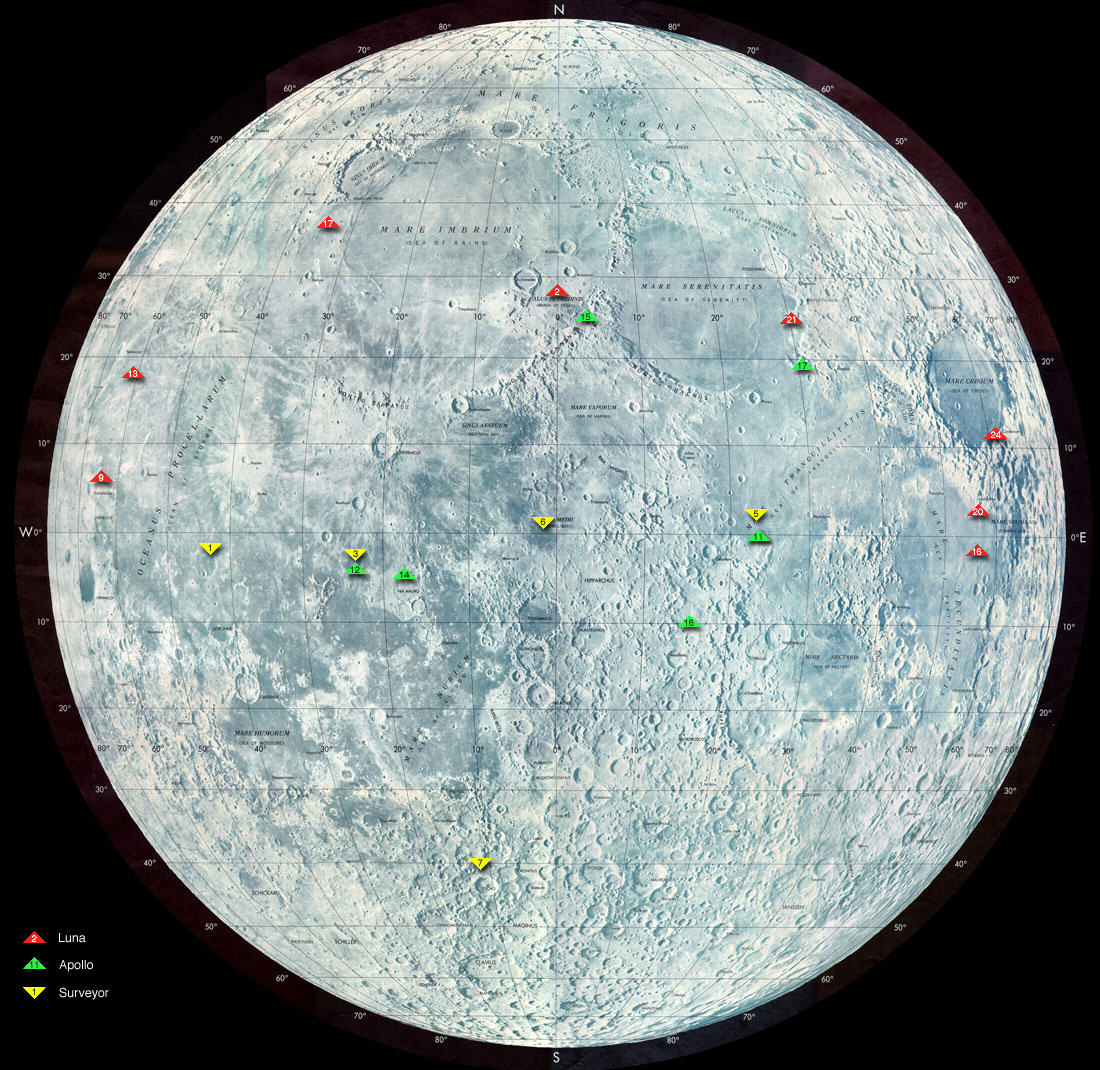
Carte des sites d'alunissage des missions Surveyor, Apollo et Luna.
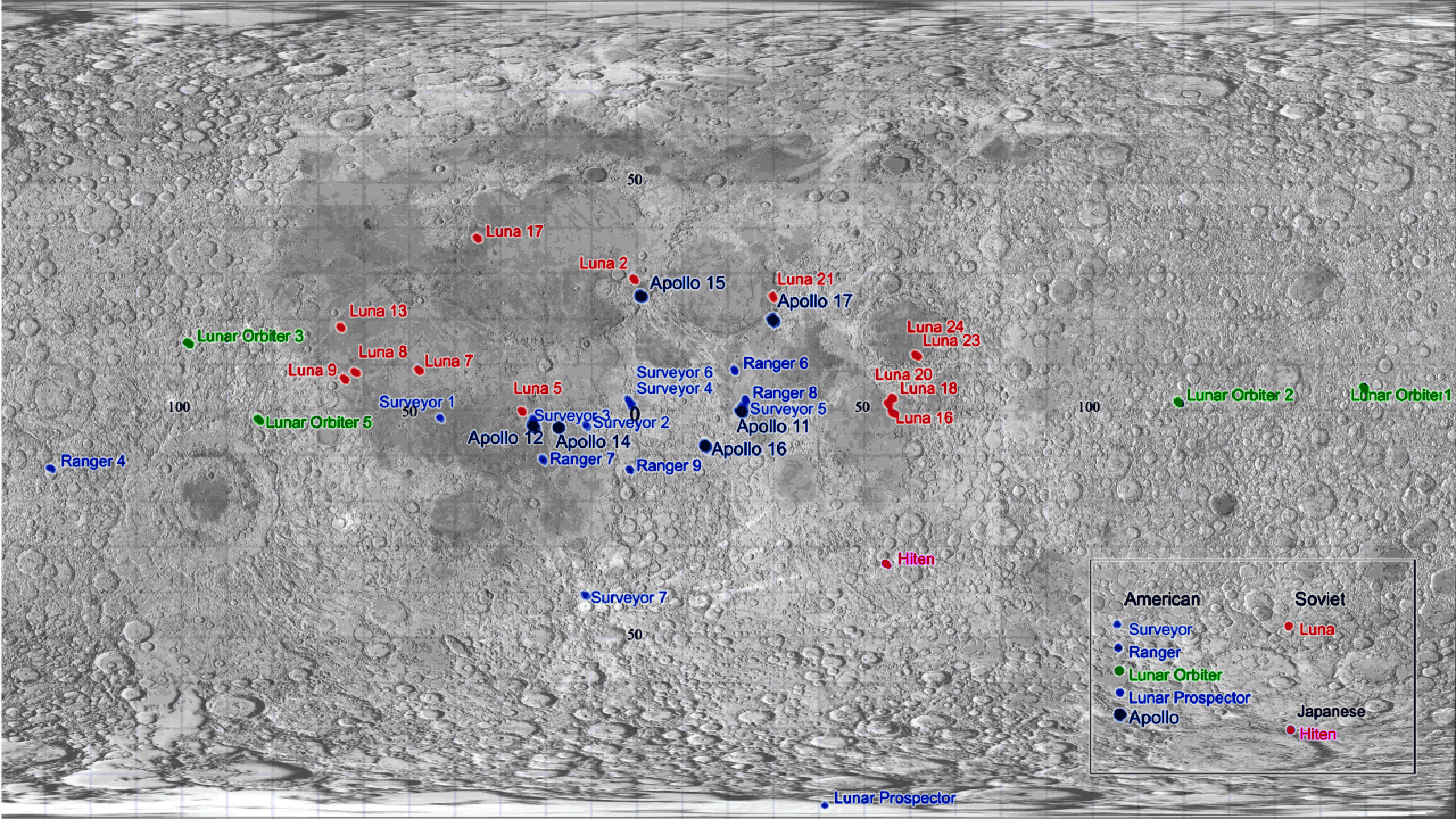
Carte de la Lune sous forme de grille avec la localisation des objets artificiels.
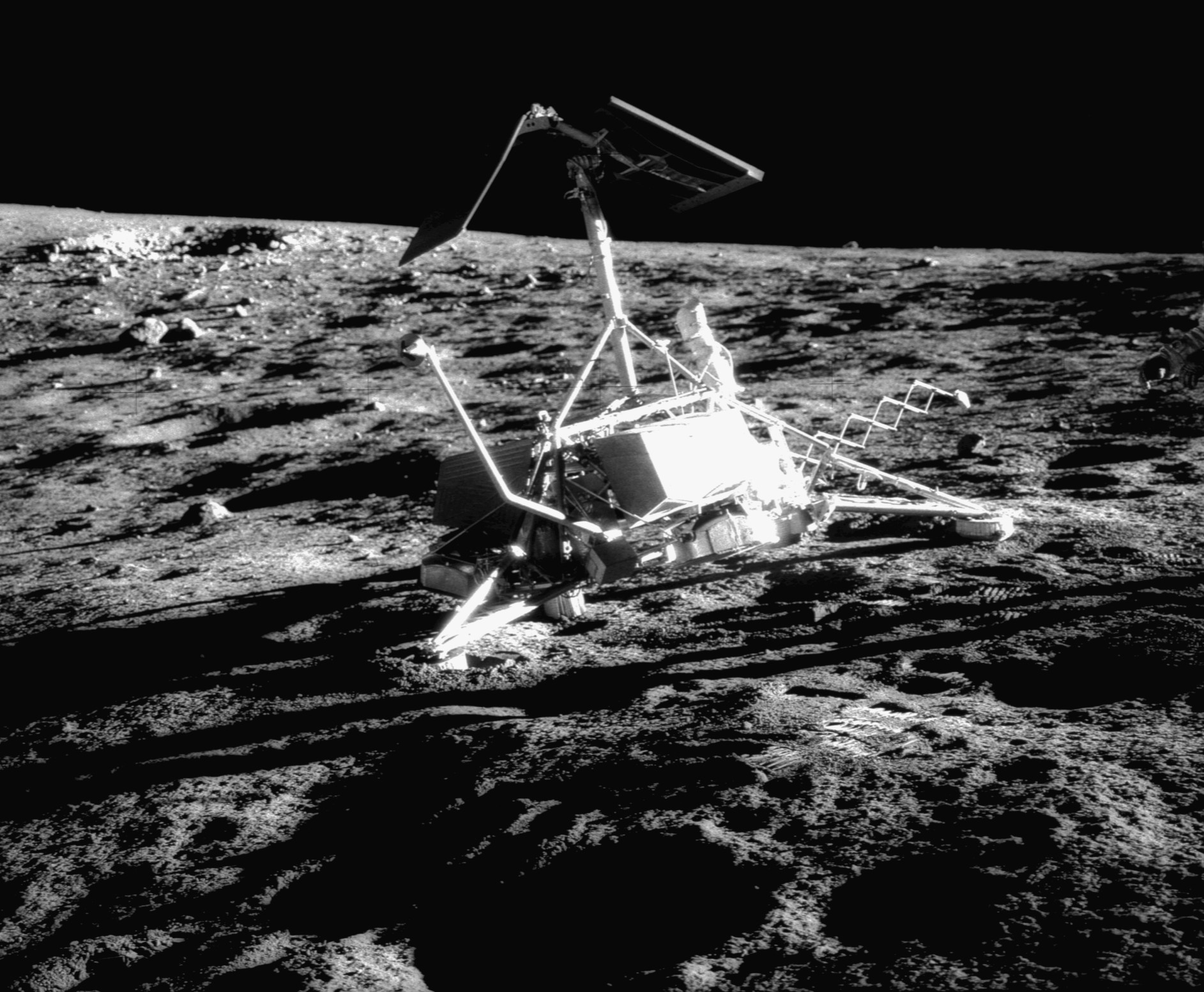
Surveyor 3, photographié par Alan Bean deux ans après son atterrissage.